# Finowkanal
Der Finowkanal (FiK) ist ein etwa 56 km langer Schifffahrtskanal im Bundesland Brandenburg zwischen Liebenwalde an der Havel und Hohensaaten an der Oder. Als sogenannte „Sonstige Binnenwasserstraße“ wird er zu den Bundeswasserstraßen gezählt, wobei aber sein historischer Anfangsteil (etwa 10 km) bis zum Ort Zerpenschleuse und sein historischer Schlussteil (etwa 14 km) ab Liepe nicht eingeschlossen sind. Zwischen Zerpenschleuse und Liepe verläuft er parallel zur Havel-Oder-Wasserstraße (HOW). Ab Liepe ist er in der HOW aufgegangen. Zuständig für seine Verwaltung ist das Wasserstraßen- und Schifffahrtsamt Eberswalde.
Seit 2016 ist sein historischer Anfangsteil Langer Trödel, der 1926 von der HOW abgesperrt wurde, wieder angeschlossen und die verbindende Zerpenschleuse an der Kreuzung mit der Havel-Oder-Wasserstraße wiederhergestellt. Seitdem ist er wie ursprünglich von Liebenwalde bis Liepe durchgehend wieder in Betrieb, heute vorwiegend nur für Bootsverkehr. Der Lange Trödel ist eine Landeswasserstraße des Landes Brandenburg.
Der Finowkanal war für die handelspolitische Öffnung des Kurfürstentums Brandenburg nach Osten ebenso wichtig wie der in etwa gleicher Zeit gebaute Friedrich-Wilhelm-Kanal zwischen Spree und Oder. Beide Kanäle stehen unter Denkmalschutz. Der Finowkanal ist zudem die älteste künstliche Wasserstraße in Deutschland, die noch in Betrieb ist.

## Geschichte
Der Finowkanal wurde bereits am Anfang des 17. Jahrhunderts errichtet (erster Finowkanal), aber schon im bald folgenden Dreißigjährigen Krieg wieder zerstört. Erst in der Mitte des 18. Jahrhunderts wurde er im Wesentlichen unverändert wieder aufgebaut (zweiter Finowkanal). Seine größte wirtschaftliche Bedeutung hatte der Finowkanal im 19. Jahrhundert mit Beginn der Industrialisierung, und als ab Oranienburg der Oranienburger und bis Liebenwalde der daran anschließende Malzer Kanal gebaut waren. Mit diesen zusammen bildete er den Vorläufer der Havel-Oder-Wasserstraße.

## Erster Finowkanal
Der erste Finowkanal wurde 1605 bis 1620 erbaut und war die erste künstliche Verbindung zwischen den zwei deutschen Stromgebieten der Havel und der Oder. Es gab zwar schon 1540 zur Zeit des Kurfürsten Joachim II. einen Entwurf, aber erst Kurfürst Joachim Friedrich erteilte 1603 die Order, „einen schiffbaren Wassergraben zwischen der Faulen Havel bei Liebenwalde und dem Möllensee oberhalb Schöpfurth zu bauen und von da an die Finow schiffbar zu machen.“
Die Finow kommt vom Süden und wendet sich südlich des heute nicht mehr vorhandenen Möllensees nach Osten. Bereits 1609 war die Verbindung von Liebenwalde bis zur Finow einschließlich des Baues von fünf Schleusen bis Finowfurt fertiggestellt. Wegen akuten Geldmangels ging der Ausbau des Kanals, nunmehr in der Trasse der Finow, nur schleppend unter den Kurfürsten Johann Sigismund (1608–1619) und Georg Wilhelm (1619–1640) voran. 1620 konnte erstmals ein Frachtkahn den Finowkanal zwischen Havel und Oder befahren. Der Kanal hatte jetzt Schleusen bis Eberswalde (insgesamt 11). Danach war die Finow nur begradigt worden.
Im Dreißigjährigen Krieg wurden alle Anlagen des Kanals zerstört, und „selbst im Gedächtnis der Anwohner schwand die Erinnerung an den Kanal.“

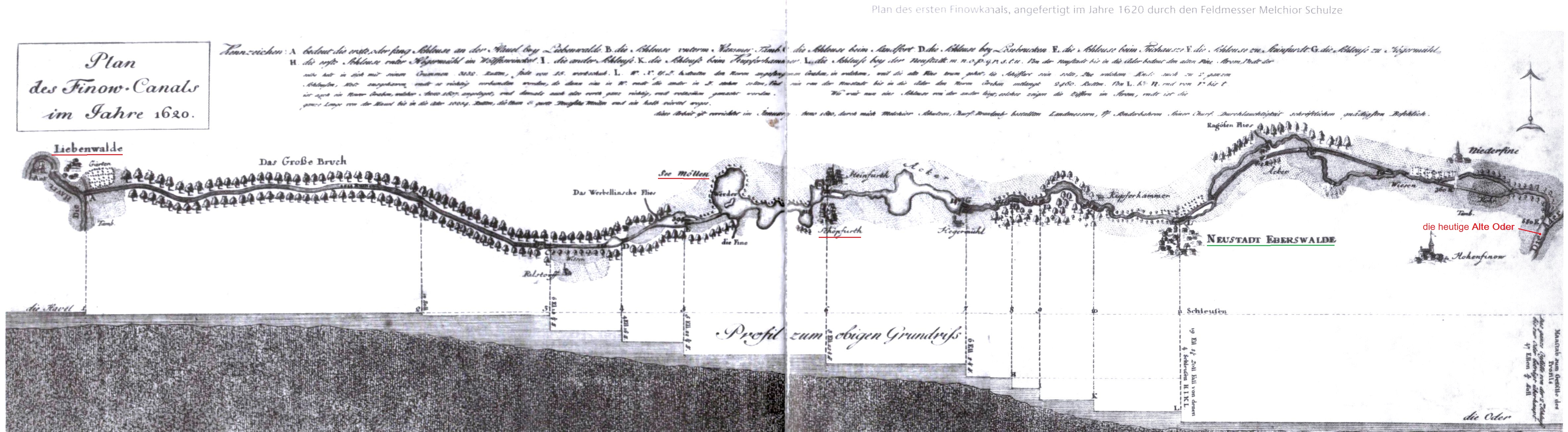
Erster Finowkanal:
folgt ab Niederfinow dem direkten Weg der Finow zur damals noch nicht verlegten Oder, die nach der Entwässerung des Oderbruchs hier zur Alten Oder wurde.

## Zweiter Finowkanal

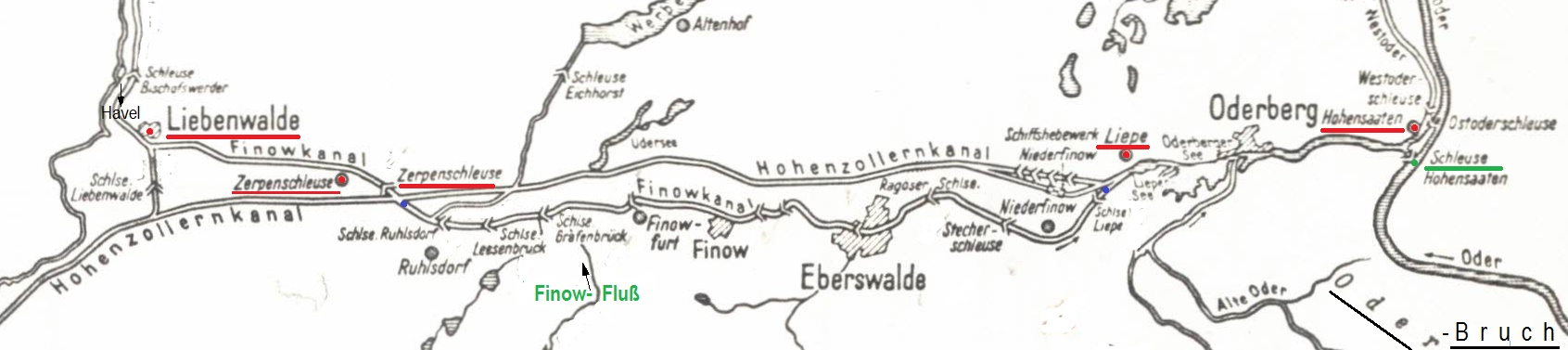
Zweiter Finowkanal:
bevor er im Osten im Hohenzollernkanal aufging, war er in Hohensaaten mit einer eigenen Aufstiegsschleuse an die (Ost-)Oder angeschlossen

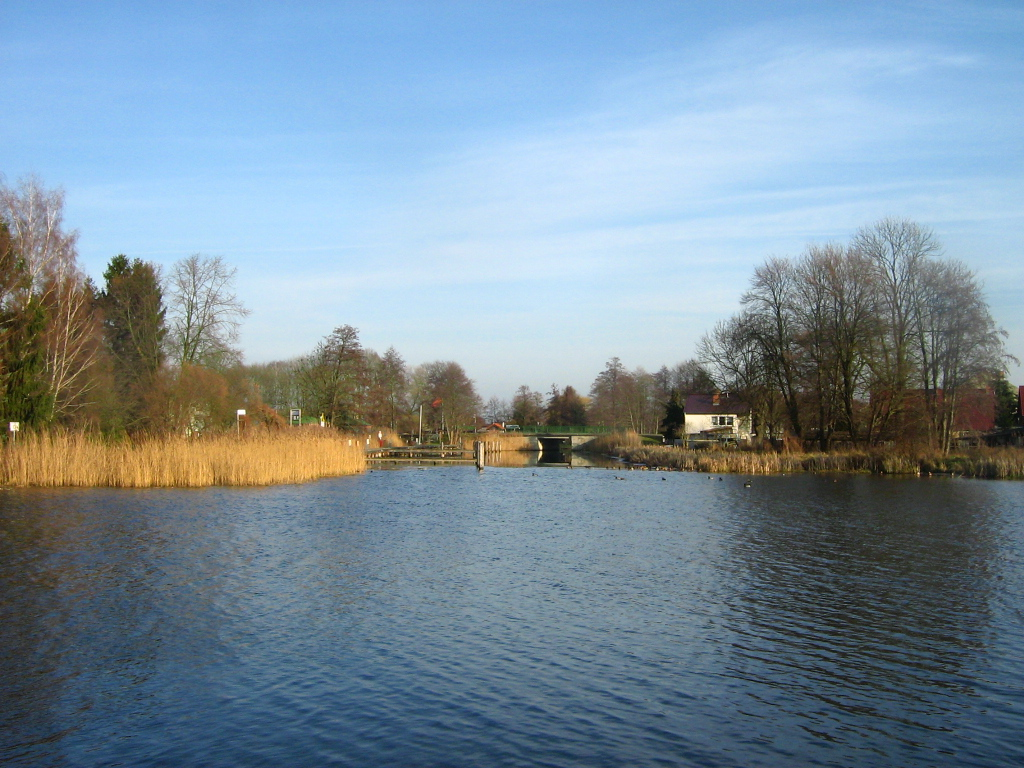
Wasserstraßen-Dreieck bei Liebenwalde: Abzweigung des Finowkanals (hinten) von Voß- (links) und Malzer Kanal (rechts)

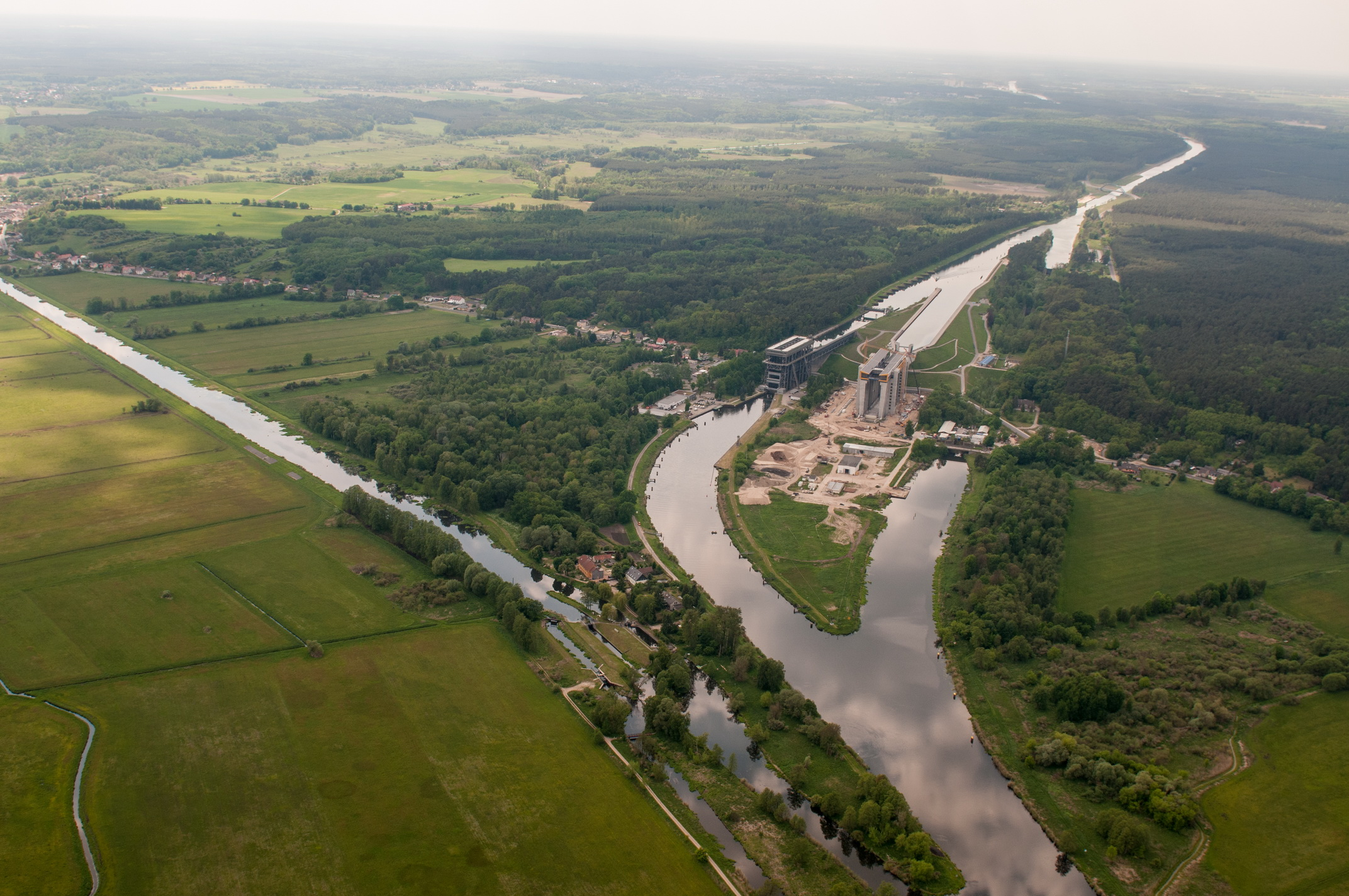
Heutiges Ende des Finowkanals (links) am Oder-Havel-Kanal unterhalb der Schiffshebewerke Niederfinow

Ab 1743 wurde der Finowkanal durch Erlass Friedrichs II. wiederhergestellt. Die Beamten des Königs wurden beim Studium der alten Archive in Eberswalde davon überrascht, dass es schon einmal den vom Kurfürsten Joachim II. veranlassten Kanal gab. Die gefundenen Unterlagen erleichterten ihnen die Suche nach der zweckmässigen Linie, wobei die alte Linie sich als die zweckmäßigste erwiess. Der Kanal war 1746 bereits so weit fertiggestellt, dass „das erste Schiff mit 100 Tonnen Salz von der Havel nach der Oder durch den Kanal, und darauf ein anderes mit Hafer beladen von der Oder nach der Havel … die Probefahrt machte.“ Noch z. Zt. von Friedrich II. wurde der direkte Anschluss des Finowkanals an die Alte Oder aufgehoben. Er wurde aus der unteren Finow heraus nach Norden über die zusätzlich gebaute Lieper Schleuse in den Lieper See verlängert und nach dem folgenden Oderberger See erst wieder in die Alte Oder, durch die damals trotz des Oder-Durchstichs östlich der Oder-Insel Neuenhagen noch das meiste Wasser floss, geleitet.
Der Kanal brachte schon bald wirtschaftlichen Aufschwung in die Region, indem er u. a. die Ansiedlung metallverarbeitender Industrie ermöglichte. Infolge der anhaltenden wirtschaftlichen Entwicklung bürgerte sich ein, das Finowtal als das „Märkische Wuppertal“ zu bezeichnen.
Für das Ende der Regierungszeit von Friedrichs II. wird konstatiert:
- Länge des Finow-Kanals – 41 km
- Gefälle – 40 Meter
- 15 Schleusen (später weniger, z. T. erhöhte)
- Breite: 9,5 bis 12,5 m in der Fluth (Langer Tödel), 17 bis 22,6 m im Kanal

1898 und 1899 wurden am Finowkanal zwischen der Eberswalder Stadtschleuse und der Ragöser Schleuse durch die damalige Firma Siemens & Halske Versuche mit elektrischen Schiffszügen unternommen. Getestet wurden zwei Systeme: das System Köttgen und das System Lamb. Lamb schlug einen an einem fest installierten Drahtseil fahrenden Motor vor, während Köttgen eine elektrische Treidellok vorsah. Die Erfahrungen aus diesen Versuchen flossen später beim Bau der Treidelbahn am Teltowkanal und auch bei der Schleusentreppe Niederfinow ein.

Treideln am Finowkanal
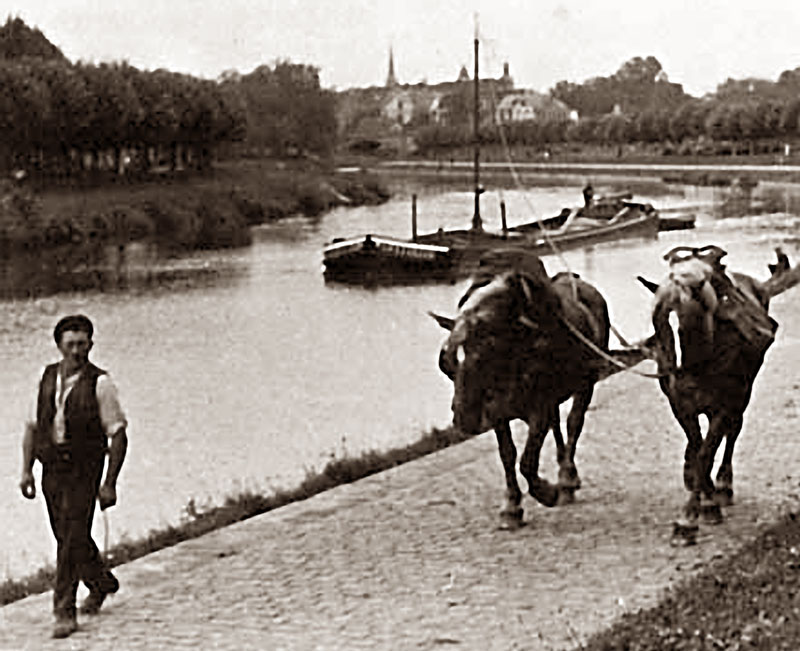
Treideln mit Zugtieren am Finowkanal um 1885
Hängende Treidelmaschine des Systems Lamb am Finowkanal, 1895
Elektrische Treidellokomotive von Carl Köttgen am Finowkanal, 1898

„Im 19. Jahrhundert entwickelte sich der Finow-Kanal zusammen mit dem Friedrich-Wilhelm-Kanal … zur bedeutendsten Wasserstraße Preußens und wohl auch Deutschlands.“

Er wurde den wachsenden Verkehrforderungen laufend angepasst. So wurden bis 1885 allen seinen Schleusen je eine zweite Kammer hinzugefügt (was auch in den Schleusen der in der ersten Hälfte des 19. Jahrhunderts gebauten künstlichen Flussarme der Havel, im Oranienburger und im Malzer Kanal erfolgte).

„Mit der Einweihung des [Großschiffahrtsweges Berlin-Stettin] am 17. Juni 1914 endete die große Wasserstraßen- und Schifffahrtsgeschichte des Finowkanals, in der er im gesamtdeutschen Maßstab folgende Akzente gesetzt hat:“

- Entwicklung des ersten und kleinsten Maßschiff in Deutschland: das Finowmaß.
- Seit Mitte des 19. Jahrhunderts erstmals Nachtschifffahrt in Deutschland.
- Entwicklung des Schleusentyps mit versetzten Häuptern (Verwendung auch am Friedrich-Wilhelm-Kanal).
- Seilschifffahrt und elektrischer Schiffszug erstmals in Deutschland.

## Finowmaß
Das Finowmaß wurde mit einer Länge von 40,20 m, einer Breite von 4,60 m und einem Tiefgang von 1,40 m zu einer Norm im Schiffbau. Es war das erste deutsche Binnenschiffmaß. Die Schleusen des Kanals wurden so angelegt, dass sie zwei Schiffe dieses Maßes nebeneinanderliegend aufnehmen konnten. Die Schleusentore sind seitlich gegeneinander versetzt, sodass das zuerst einfahrende Schiff auch zuerst ausfahren kann.

## 20. Jahrhundert und Gegenwart

Der Finowkanal heute
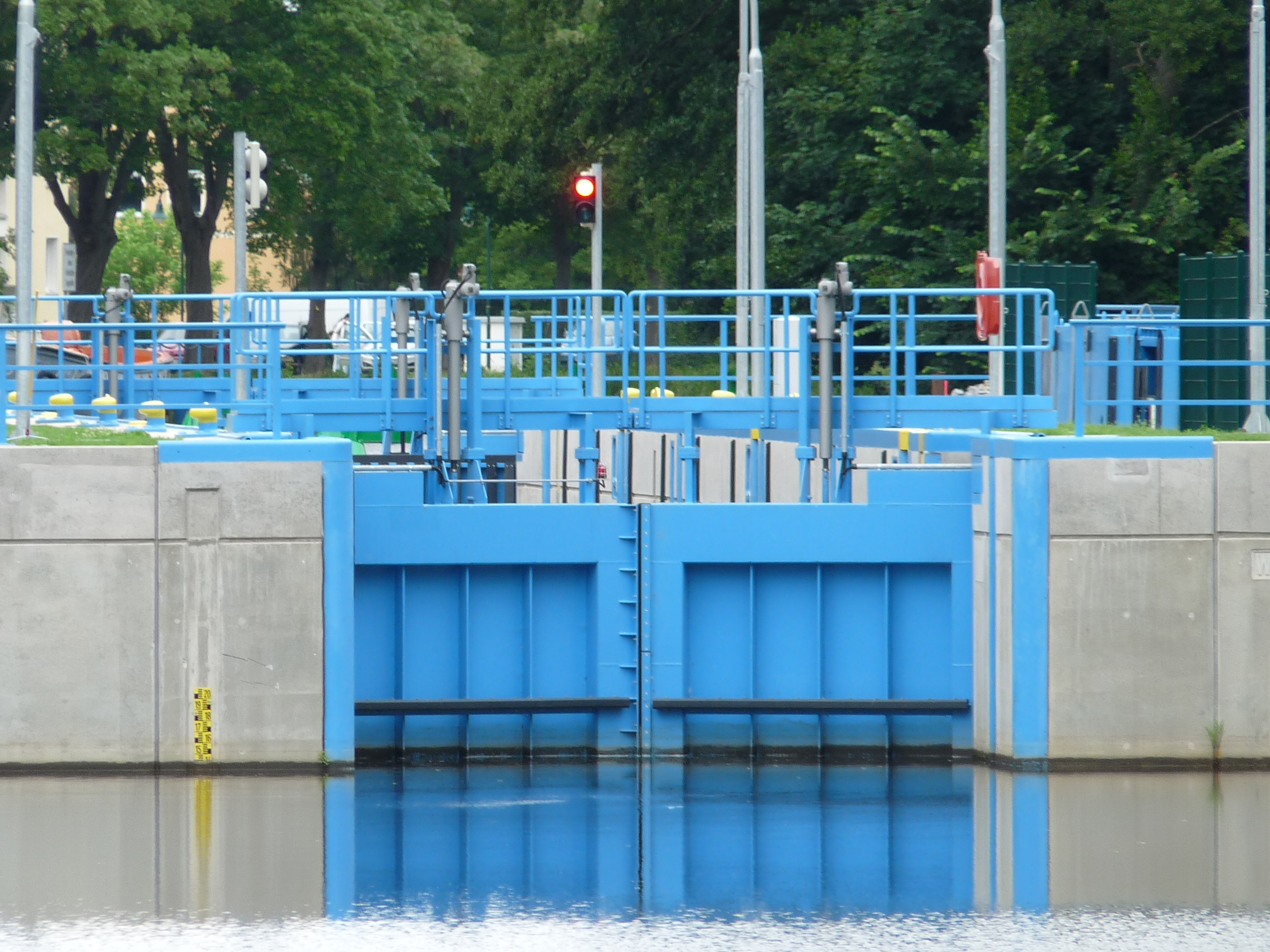
Zerpenschleuse-Neubau, Unterwasser
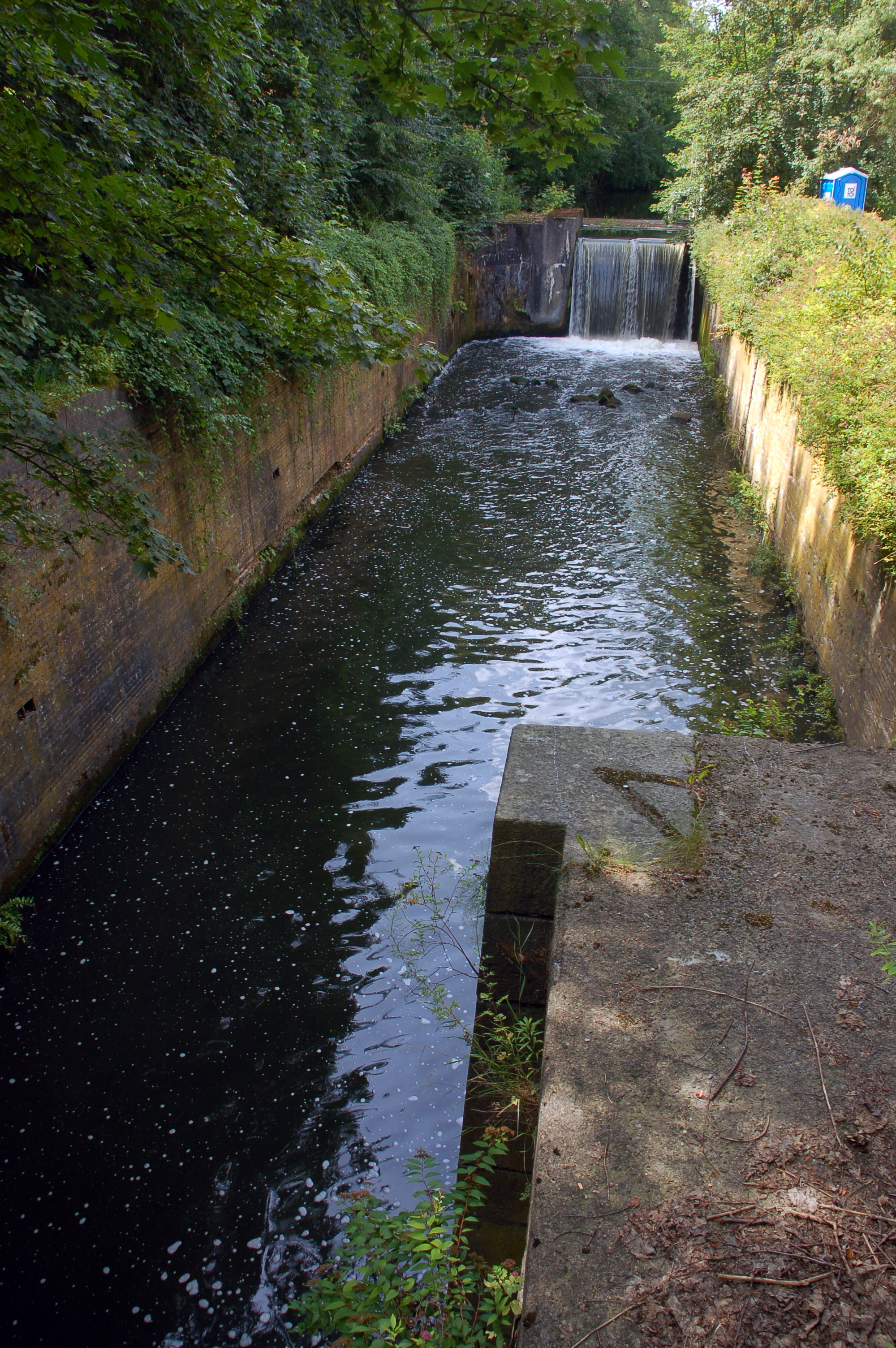
Schleusenkammer mit versetzten Toren (a. B.)
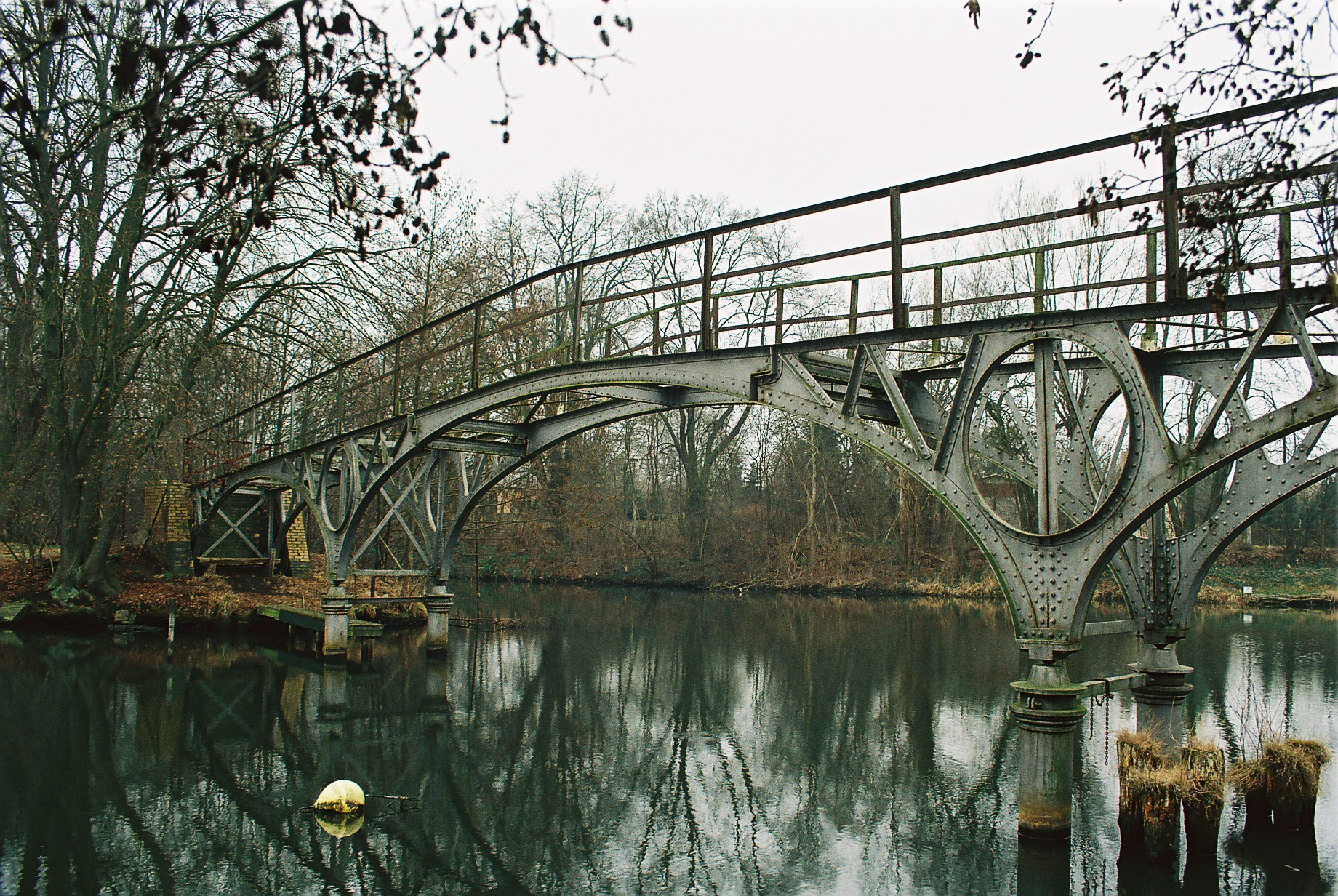
Genietete Stahlbrücke in Eberswalde
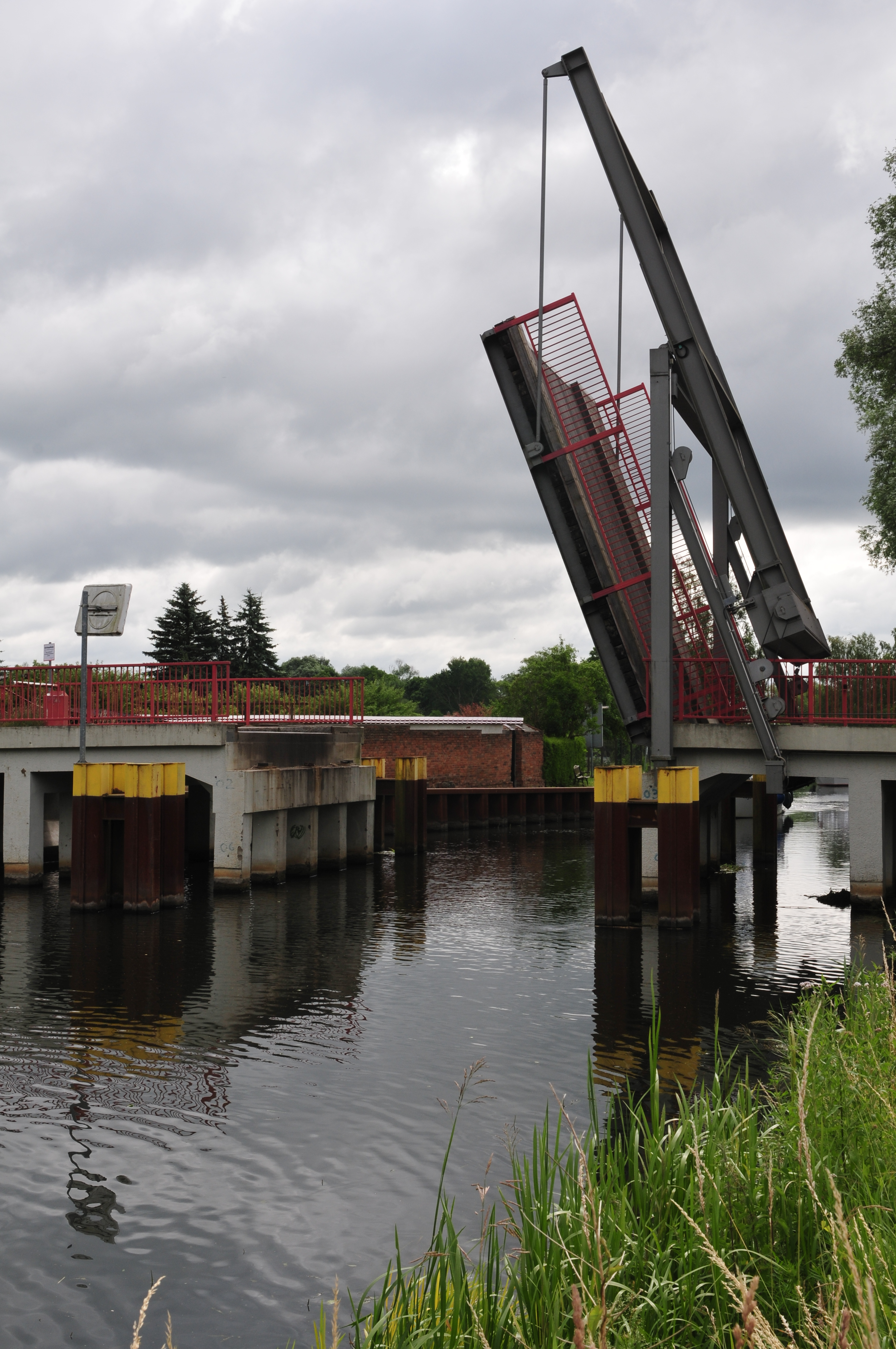
Hubbrücke in Niederfinow

### Rückgang der Bedeutung
Anfang des 20. Jahrhunderts war es noch üblich, dass Waren innerhalb von Städten auf dem Kanal transportiert wurden. So wurde am Bollwerk in Eberswalde gesponnenes Garn per Lastkahn zur Papierfabrik Finow geschafft. Es gab aber auch Fernverkehr auf dem Finowkanal. So bezog die Eisengießerei Budde & Goehde Eisenerz und Koks aus England und Luxemburg sowie Formsand aus Sachsen über den Kanal.
Mit dem 1914 in Betrieb genommenen Oder-Havel-Kanal verlor der Finowkanal zusehends an Bedeutung und so kam der kommerzielle Schiffsverkehr 1972 völlig zum Erliegen. Der modernere Oder-Havel-Kanal bietet Platz für größere Schiffe, hat wesentlich weniger Schleusen und ist somit wirtschaftlicher. Lediglich einige Betriebe, die direkt am Finowkanal lagen, wurden noch angesteuert. Der sich westlich anschließende Lange Trödel wurde bereits 1925 abgetrennt. Die erst 40 Jahre vorher errichteten zweiten Schleusen wurden ab 1914 entweder zugeschüttet oder zu Wehren umgebaut. 2016 wurde der Lange Trödel wiedereröffnet und somit der nordwestliche Anschluss zum Voßkanal wieder freigegeben.

### Verschmutzung

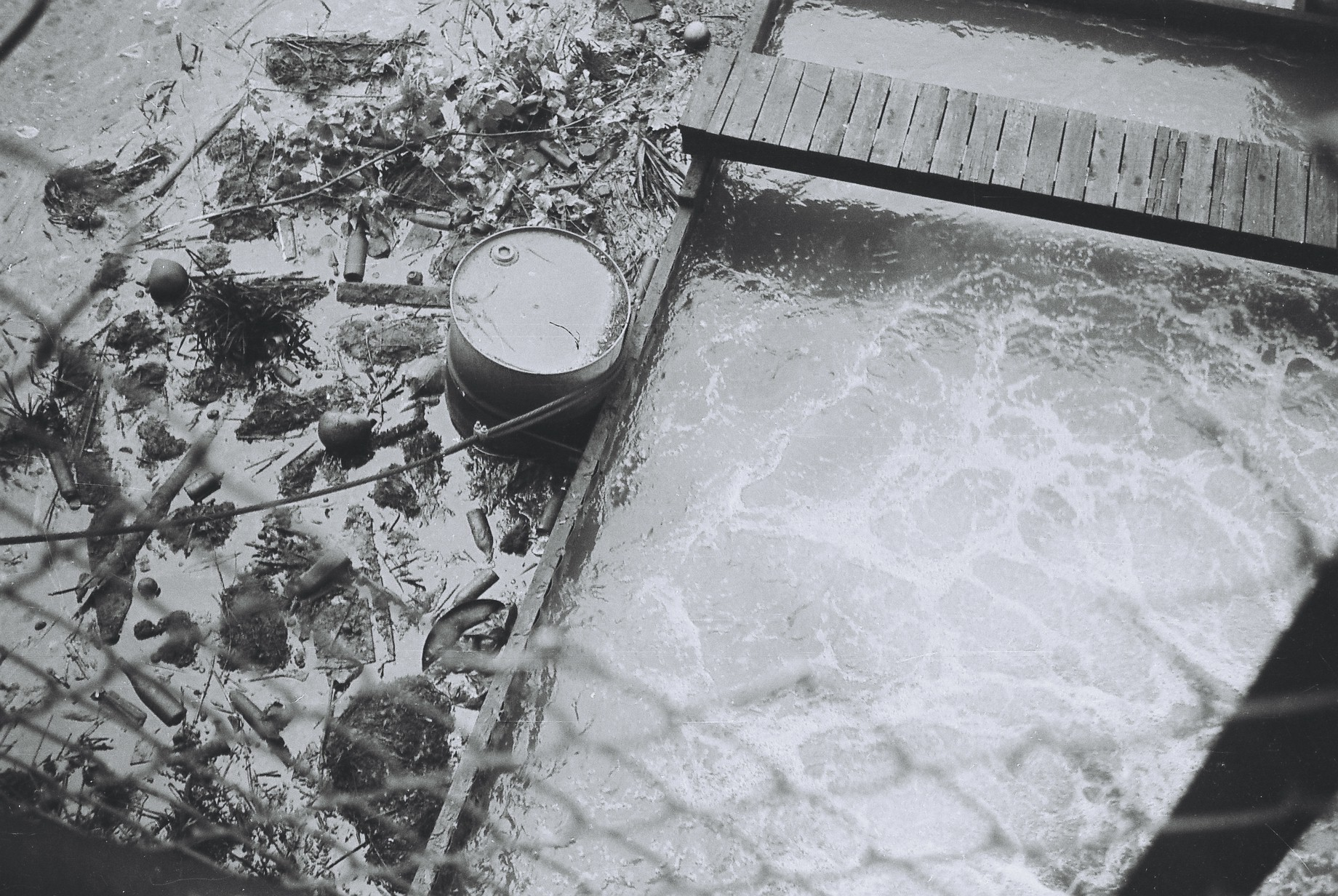
Abfluss von Chemieabfällen direkt in den Kanal: 1981

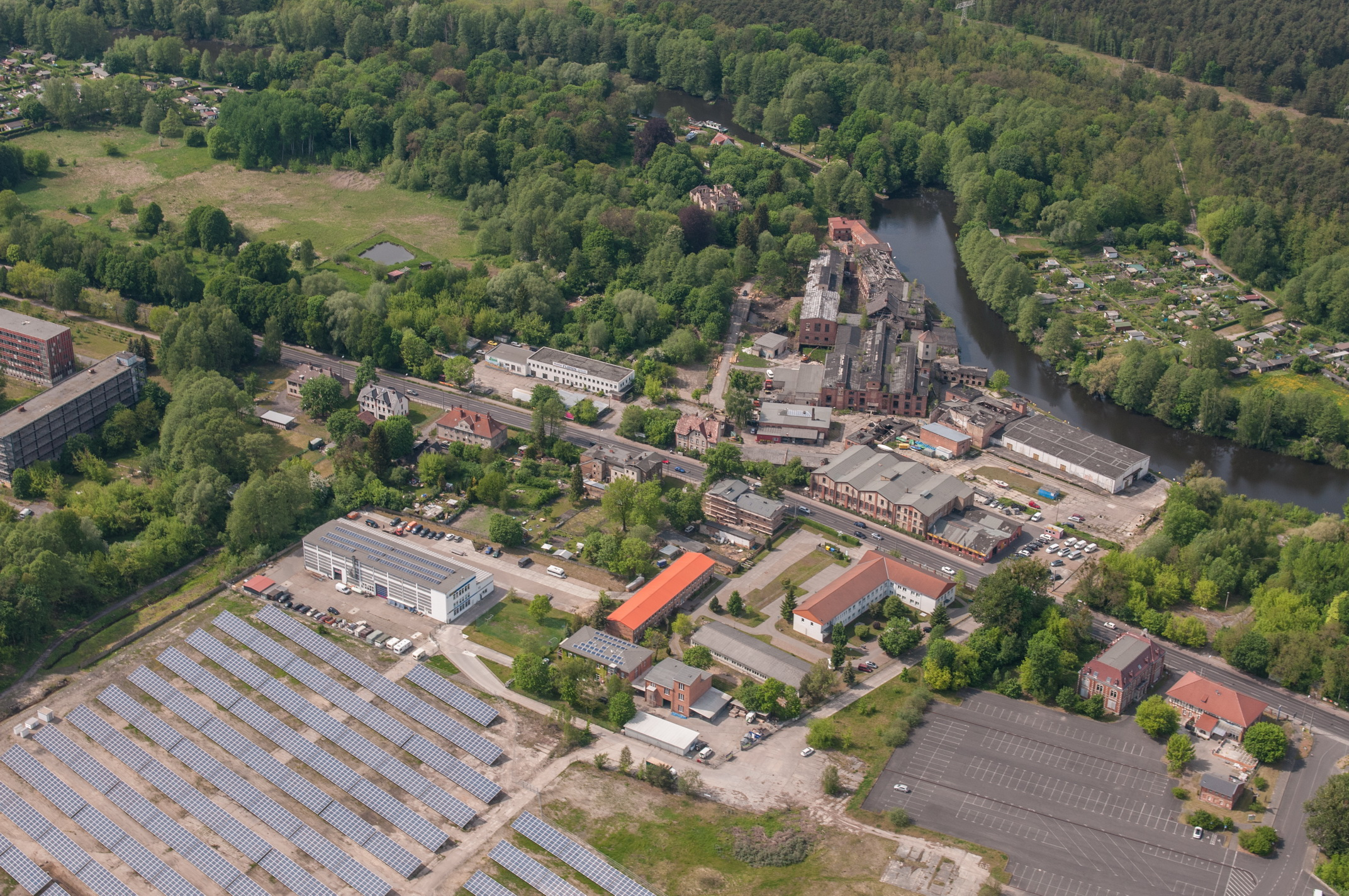
Die ehemaligen Chemische Fabrik Finowtal und Papierfabrik Wolfswinkel 2017

Im 20. Jahrhundert begann eine zunehmende Verschmutzung des Kanals, insbesondere durch die chemische Fabrik Finowtal und die Papierfabrik. Ungereinigte Abwässer wurden direkt in den Kanal gelassen, was dazu führte, dass er bis zu seiner Mündung bei Oderberg schäumte und stank. Bis heute gilt der Kanal als stark verschmutzt. Schon vor mehr als 100 Jahren war es selbstverständlich, dass Abwasser der Industriebetriebe direkt abgeleitet wurden.

„Die bei der Verbrennung entstehenden giftigen Gase, die durch den starken Luftzug emporgeschleuderten Aschenteile und zündenden Funken werden von den Funkenkammern aufgefangen und unschädlich gemacht. Eine Luftverschlechterung der Umgebung, die Belästigung der Umwohner und jegliche Feuersgefahr ist also gänzlich ausgeschlossen.“

Diese Funkenkammern waren bei allen Metallbetrieben üblich. Es sind unterirdische Auffangbehälter, die mit Grund- oder Flusswasser gefüllt werden und in denen sich die festen Bestandteile langsam absetzen. In regelmäßigen Abständen wurden diese ausgeschippt oder -gebaggert. Im Walzwerk-Altwerk, heute Familiengarten Eberswalde ist ein Teil dieser unterirdischen Anlagen heute zu besichtigen.
In der chemischen Fabrik Finowtal wurde Kampfer für den Export und Tapetenkleister für die gesamte DDR hergestellt. Der als Weichmacher notwendige Kampfer bzw. kampferhaltige Abwässer wurde ungereinigt in den nahen Finowkanal geleitet, was dazu führte, dass es kilometerweit, durch die gesamte Stadt Eberswalde, nach Kampfer roch.
Die Wasserqualität hat sich nach 1990 merklich verbessert.

### Tourismus

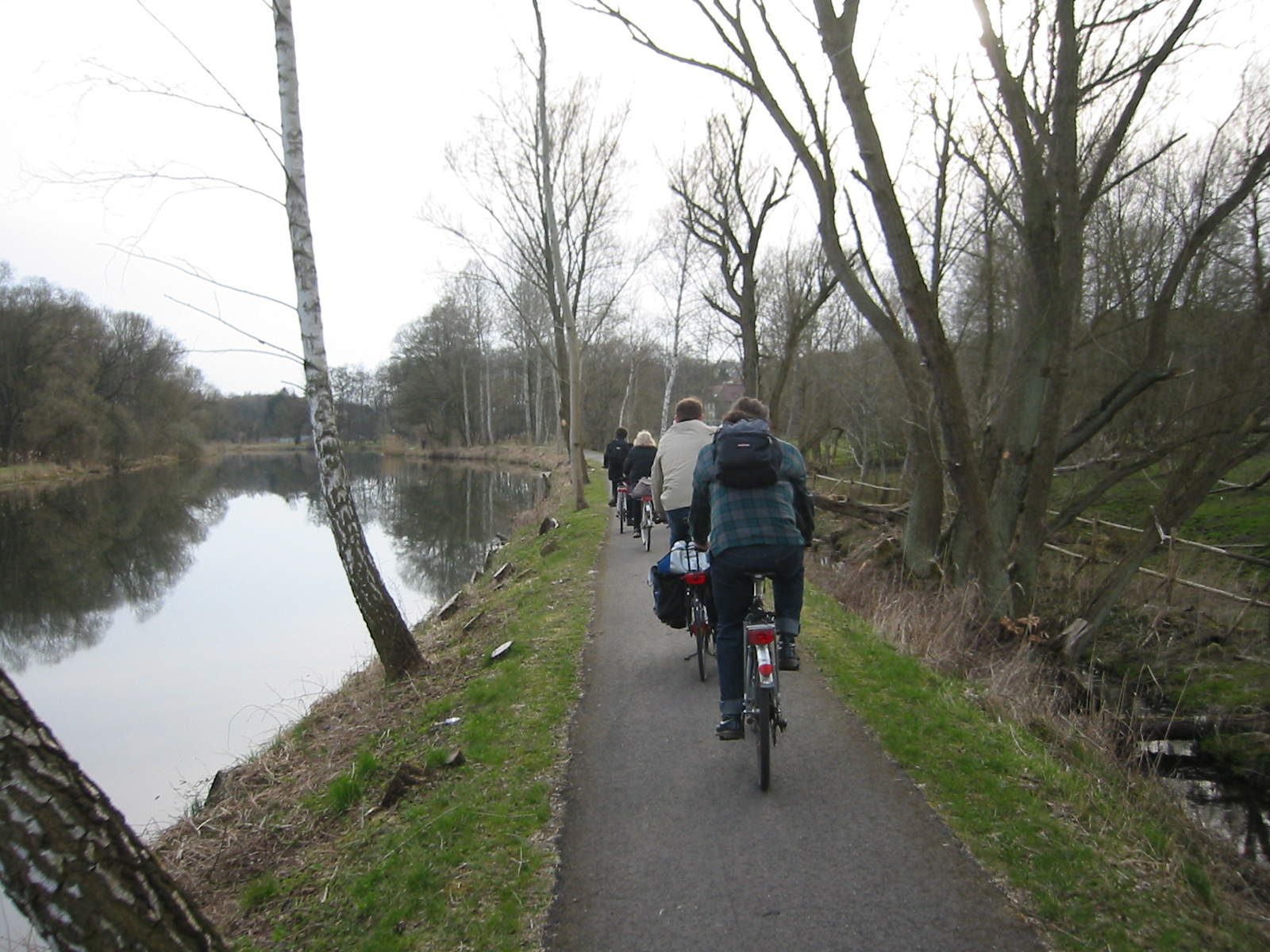
Der Treidelweg ist heute ein Rad- und Wanderweg.

Der Finowkanal ist ein wichtiger Aspekt der Tourismusbranche der Region und Anziehungspunkt für Wassertouristen und Tagesausflügler aus Berlin. Durch den Ausbau des Treidelweges von Finowfurt bis zum Schiffshebewerk Niederfinow zu einem Rad- und Wanderweg erblühte der Finowkanal seit etwa 2000 erneut. Befahrbar ist der Kanal zwischen Liebenwalde und Liepe.
Durch die Wassertourismus Initiative Nordbrandenburg (WIN AG), einer Gründung der Landkreise Barnim, Oberhavel und Ostprignitz-Ruppin sowie der Städte Eberswalde, Oranienburg, Neuruppin und Templin, ist der Lange Trödel mit dem Bau einer Hub- und einer Klappbrücke in Zerpenschleuse sowie dem Neubau der vormals zugeschütteten Schleuse an der Einmündung in den Oder-Havel-Kanal seit dem Jahr 2016 wieder schiffbar.